# Cmentarz South Ealing w Londynie
Cmentarz South Ealing w Londynie (ang. South Ealing Cemetery) – cmentarz w Londynie.
Znajduje się na terenie dzielnicy South Ealing. Pochowano na nim m.in. polskich emigrantów po II wojnie światowej, w tym wojskowych.